# Malangi, Piriyapatna
Malangi là một làng thuộc tehsil Piriyapatna, huyện Mysore, bang Karnataka, Ấn Độ.